# TN 61
A TN 61 foi uma ogiva nuclear da França, destinada a ser usada em mísseis estratégicos.
Ela possuía um peso inferior a da TN 60, que foi rapidamente retirada do serviço pela TN 61, ela também foi aperada com os mísseis M20 SLBM, nos submarinos de Classe Redoutable. A TN 61 também foi usada no mísseis S-3. O seu rendimento era elevado, entre 1 e 1,2 megaton e estev em serviço de 1977 a 1991.

## Referencias
- Norris, Robert, Burrows, Andrew, Fieldhouse, Richard "Nuclear Weapons Databook, Volume V, British, French and Chinese Nuclear Weapons, San Francisco, Westview Press, 1994, ISBN 0-8133-1612-X